# بارطشية ثلاثية الألوان
بارطشية ثلاثية الألوان (الاسم العلمي:Bartsia tricolor) هو نوع من النباتات يتبع جنس البارطشية من الفصيلة الهالوكية.